# Vince Flynn

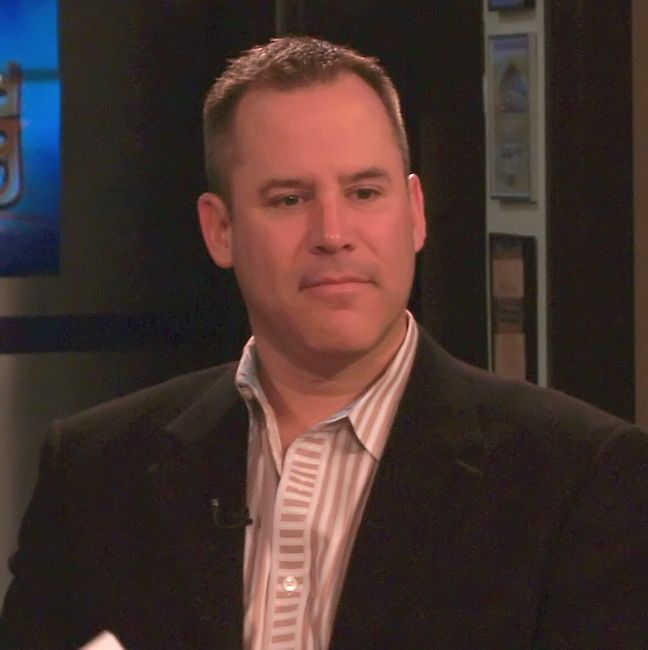
Vince Flynn (2008)

Vince Flynn (* 6. April 1966 in Saint Paul, Minnesota; † 19. Juni 2013 ebenda) war ein US-amerikanischer Autor von Politthrillern. Er wurde hauptsächlich durch seine Thriller-Reihe um den CIA-Agenten Mitch Rapp bekannt.

## Leben
Flynn war Absolvent der St. Thomas Academy in Mendota Heights sowie der University of St. Thomas. Danach arbeitete er als Verkaufsmarketing-Fachmann bei Kraft Foods. 1990 verließ er Kraft Foods, weil er Kampfpilot bei dem United States Marine Corps werden wollte. Eine Woche vor Beginn des Lehrgangs wurde er aus medizinischen Gründen ausgemustert. Zwei Jahre lang bemühte er sich, doch noch eingestellt zu werden, jedoch ohne Erfolg. Während dieser zwei Jahre las Flynn alles, was er in die Hände bekam, darunter Werke von Hemingway, Ludlum, Clancy, Tolkien oder Vidal. Am liebsten las er jedoch Spionageromane. Während der 1990er-Jahre arbeitete er als Barkeeper in den Bars Tiff’s, Plums und O’Gara’s in St. Paul und schrieb in dieser Zeit seinen ersten Roman, Term Limits, der 1998 veröffentlicht wurde. Später wirkte er in Hollywood als Berater bei der Fernsehserie 24.
Flynn lebte mit seiner Frau Lysa, seinen zwei Töchtern Ingrid und Ana und seinem Stiefsohn Dane in Minneapolis, Minnesota. Im Jahr 2011 wurde bei ihm Prostatakrebs diagnostiziert, an dessen Folgen er mit 47 Jahren starb.
2017 kam der Film American Assassin heraus, eine Verfilmung des gleichnamigen Romans.

## Werke

### Reihe CIA-Agent Mitch Rapp
- 1999: Transfer of Power
  - Der Angriff (2008), Band 3
- 2000: The Third Option
  - Die Entscheidung (2004), Band 4
- 2001: Separation of Power
  - Die Macht (2005), Band 5
- 2003: Executive Power	
  - Das Kommando (2006), Band 6
- 2004: Memorial Day
  - Die Gefahr (2021), Band 7
- 2005: Consent to Kill
  - Der Feind (2007), Band 8
- 2006: Act of Treason
  - Der große Verrat (2008), Band 9
- 2007: Protect and Defend
  - Die Bedrohung (2009), Band 10
- 2008: Extreme Measures
  - Der Gegenschlag (2010), Band 11
- 2009: Pursuit of Honor
  - Codex der Ehre (2017), Band 12
- 2010: American Assassin
  - Wie alles begann (2017), Band 1
- 2012: Kill Shot
  - In die Enge getrieben (2016), Band 2
- 2012: The Last Man
  - Die Exekution (2017), Band 13

Bis zu seinem Tod verfasst Vince Flynn 13 Bände. Der Thriller-Autor Kyle Mills hat die Reihe ab 2015 weitergeführt. 

### Weitere Werke
- 1998: Term Limits
  - Das Ultimatum. Heyne, München 2005, ISBN 3-453-43148-0.